# Fife & Son Yachtbuilders
Fife & Son Yachtbuilders var ett segelbåtsvarv  i Fairlie vid Firth of Clyde  i Storbritannien.
Varvet drevs som ett familjeföretag av William Fyfe (1785–1865), sonen William Fife II (1821–1902) och sonsonen William Fife III. År 1894 tog sonsonen över varvet. Efter William Fife III:s död 1944 fortsatte driften några år under en brorson.
William Fyfe byggde sin första yacht, Lamlash, 1812. Han byggde båtas på stranden i byn Fairlie på mark som han hyrde av Earlen av Glasgow. Han överlämnade byggandet av fritidsbåtar till sonen William, när denne var 18 år gammal, och fortsatte själv att bygga fiskebåtar och andra nyttofartyg. Segelbåtstillverkningen tog fart från 1849.
Sex av de sammanlagt 20 yachter i 15-meterklassen som byggdes 1907–1917 tillverkades av Fife & Son.

## Bildgalleri

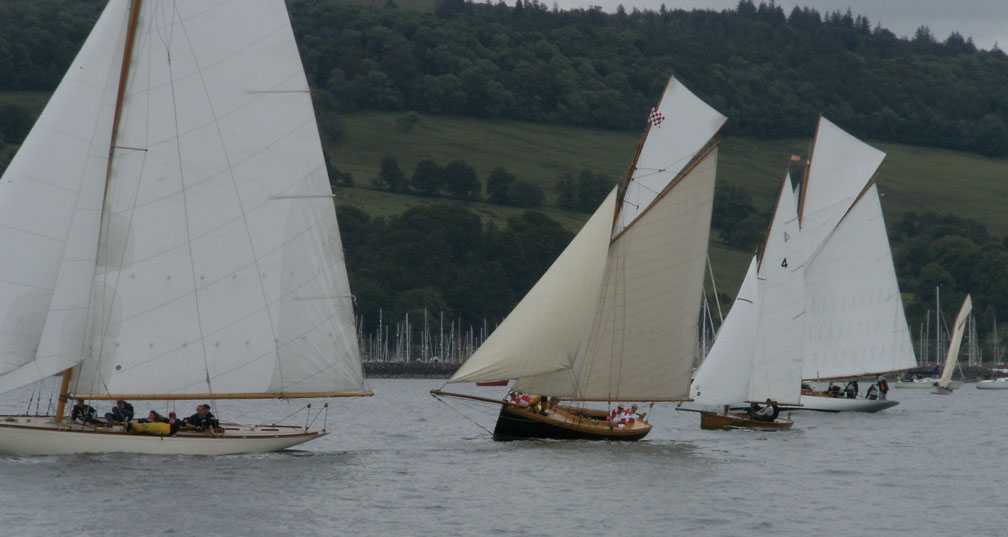
Fife-båtar på Fife Yachts Regatta i Fairlie, 2008
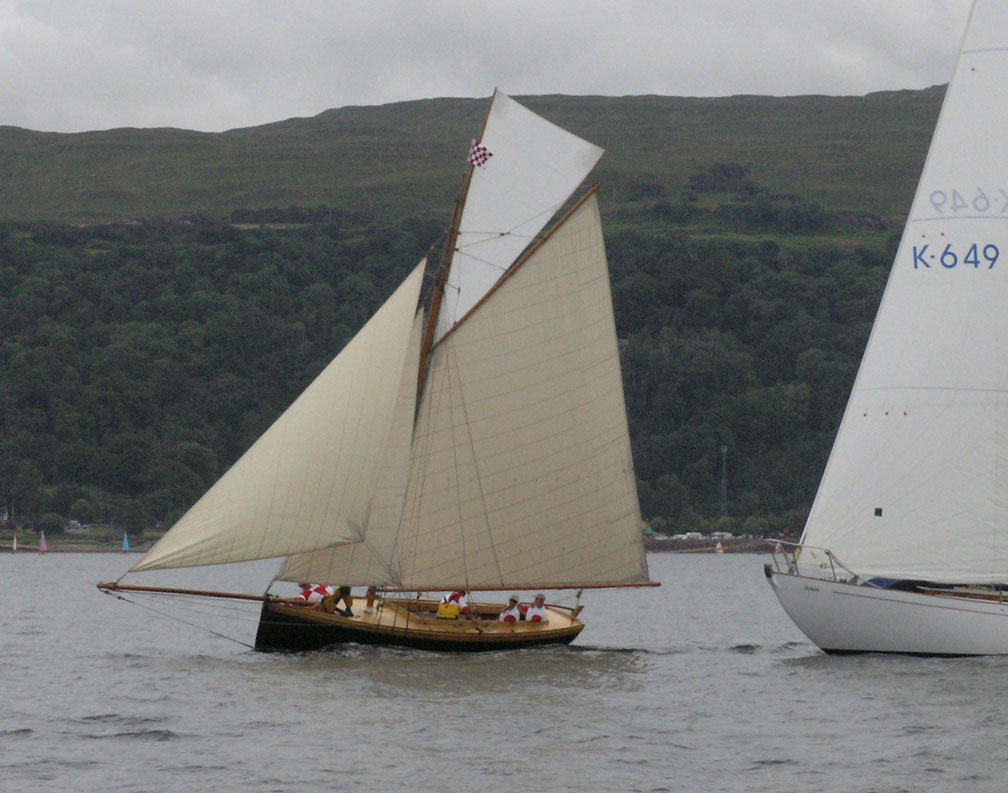
Ayrshire Lass från 1887
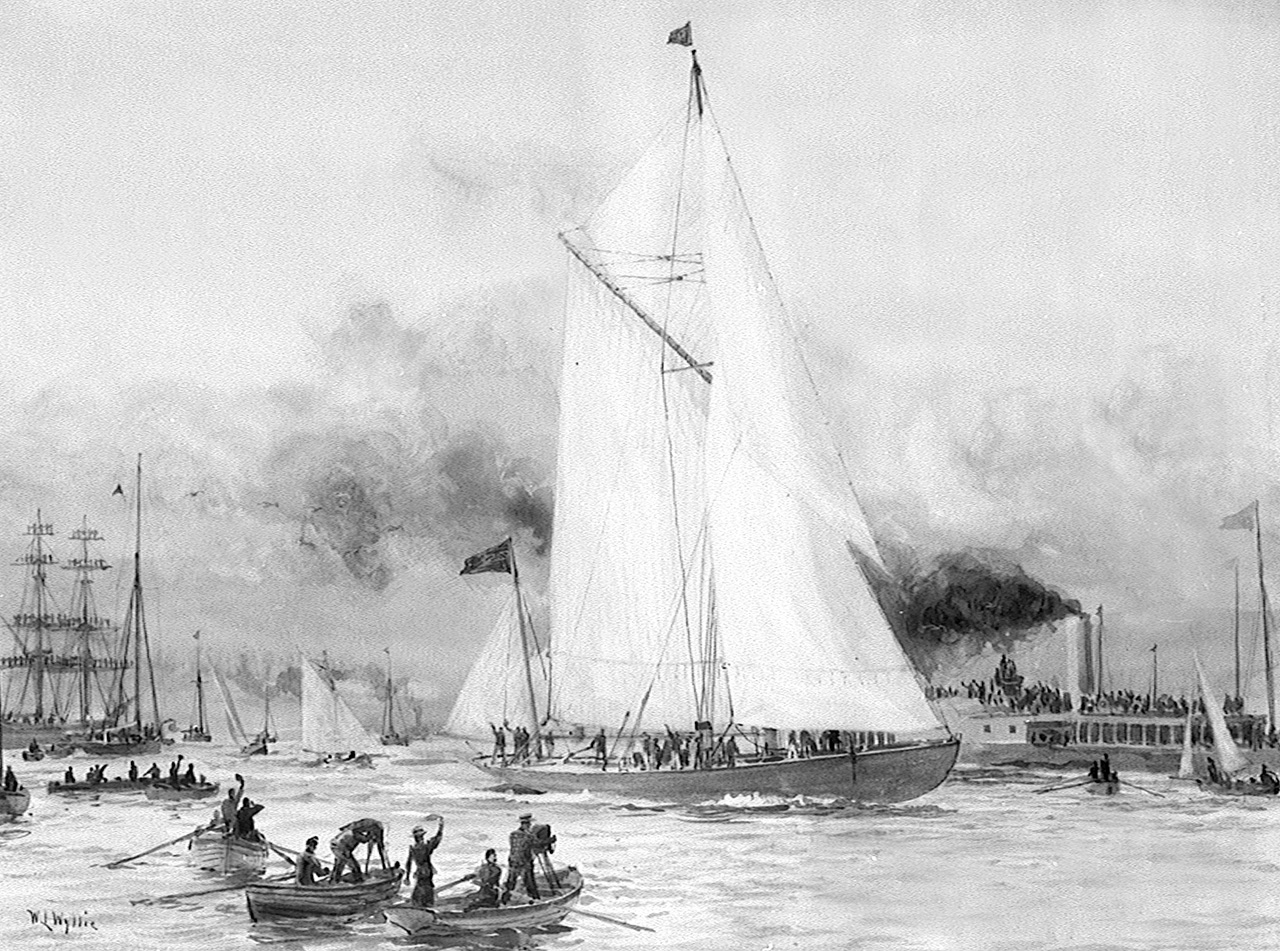
Shamrock i America's Cup i New York 1899
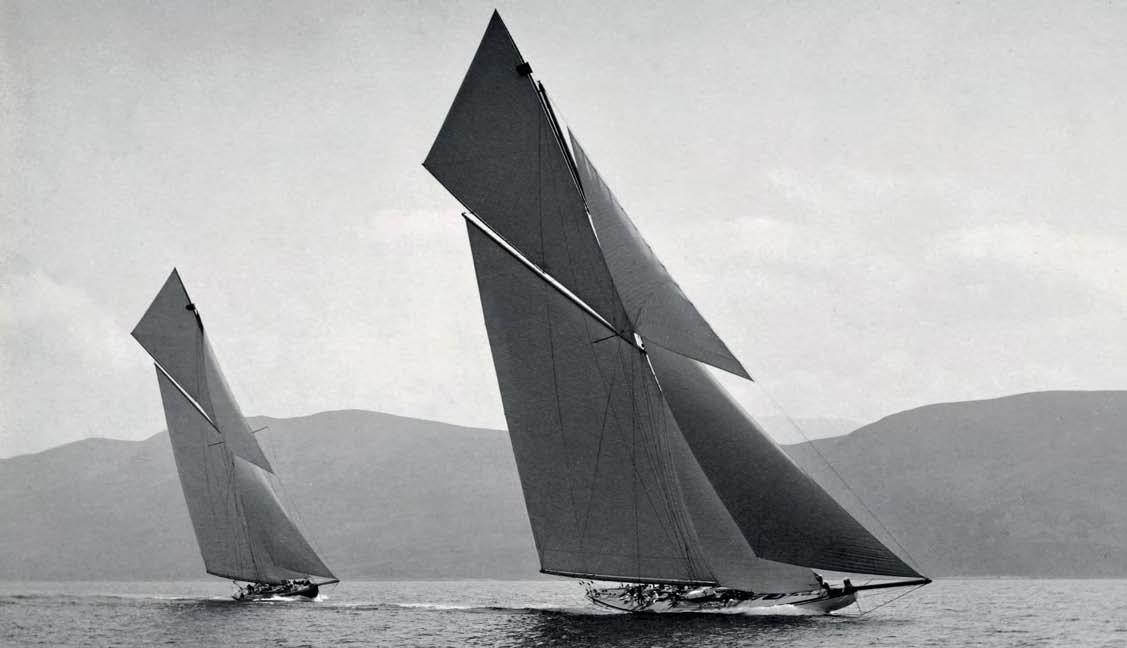
Shamrock III från 1903
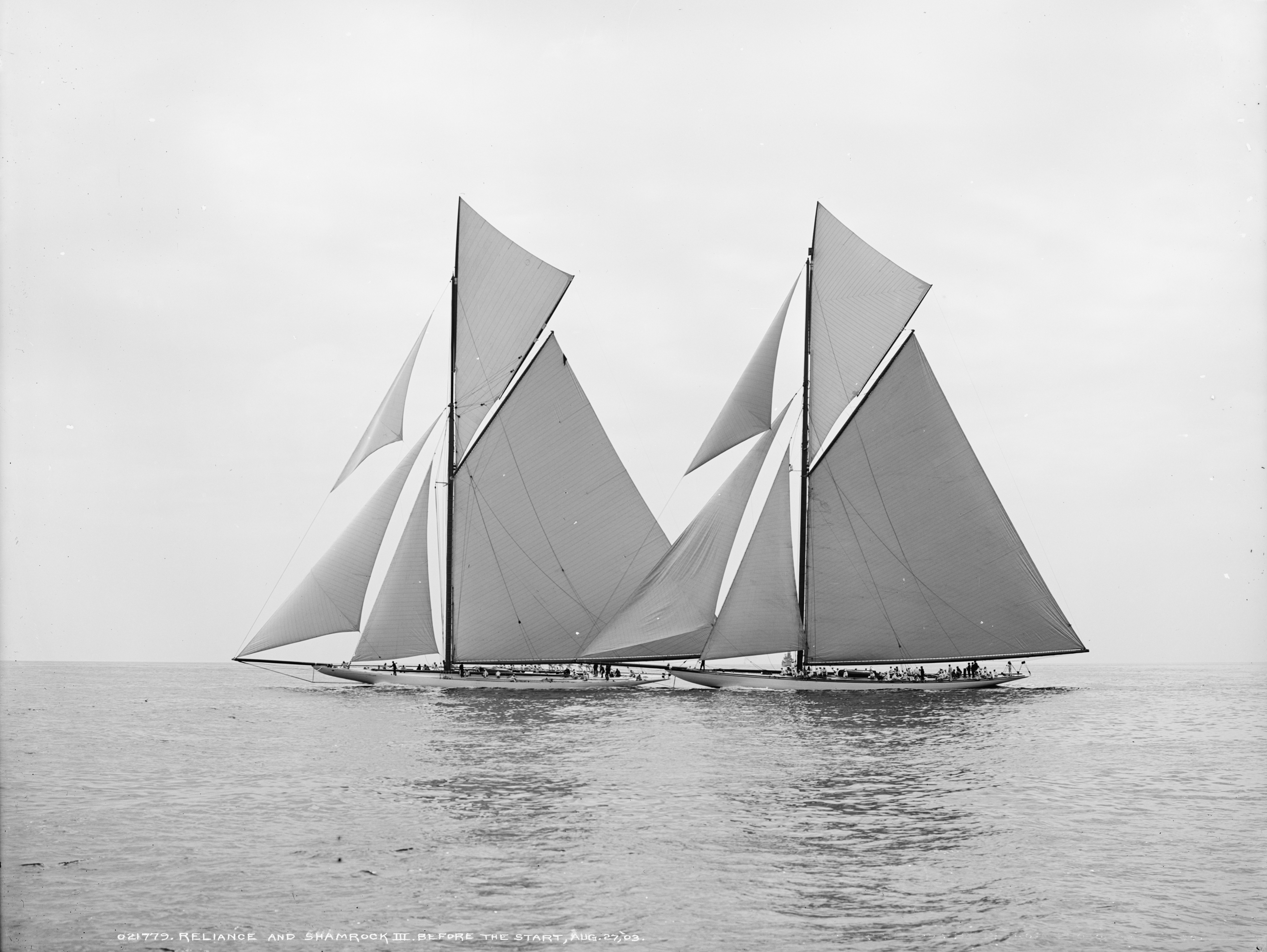
Reliance och Shamrock III i 1903 års America's Cup
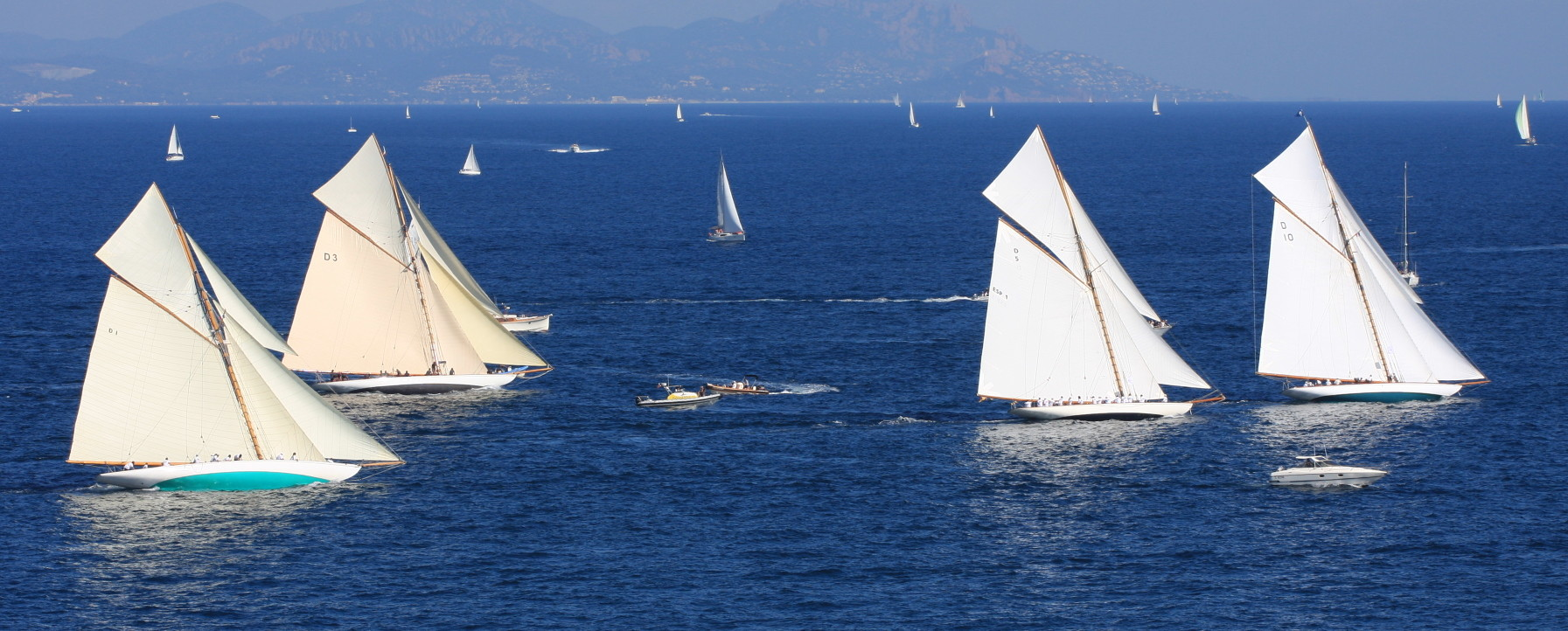
Kvarvarande fyra yachter i 15-metersklassen i Saint Tropez, 2012: Mariska (D1), Tuiga (D3), Hispania (D5) och The Lady Anne (D10). Alla utom Hispania byggdes av Fife & Son.
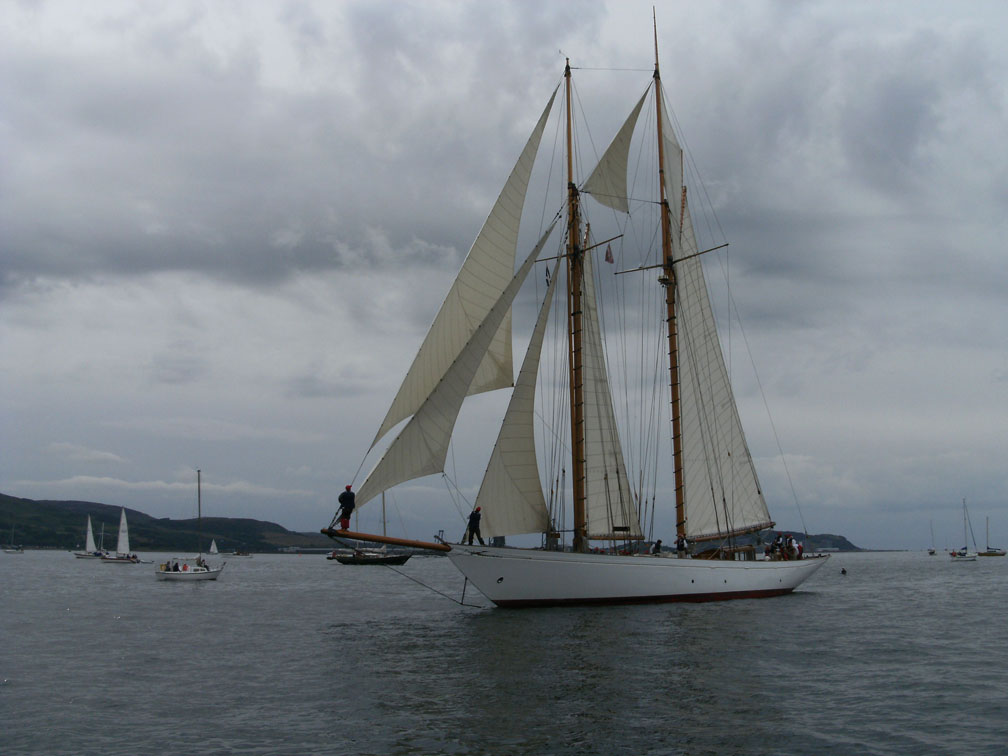
Altair
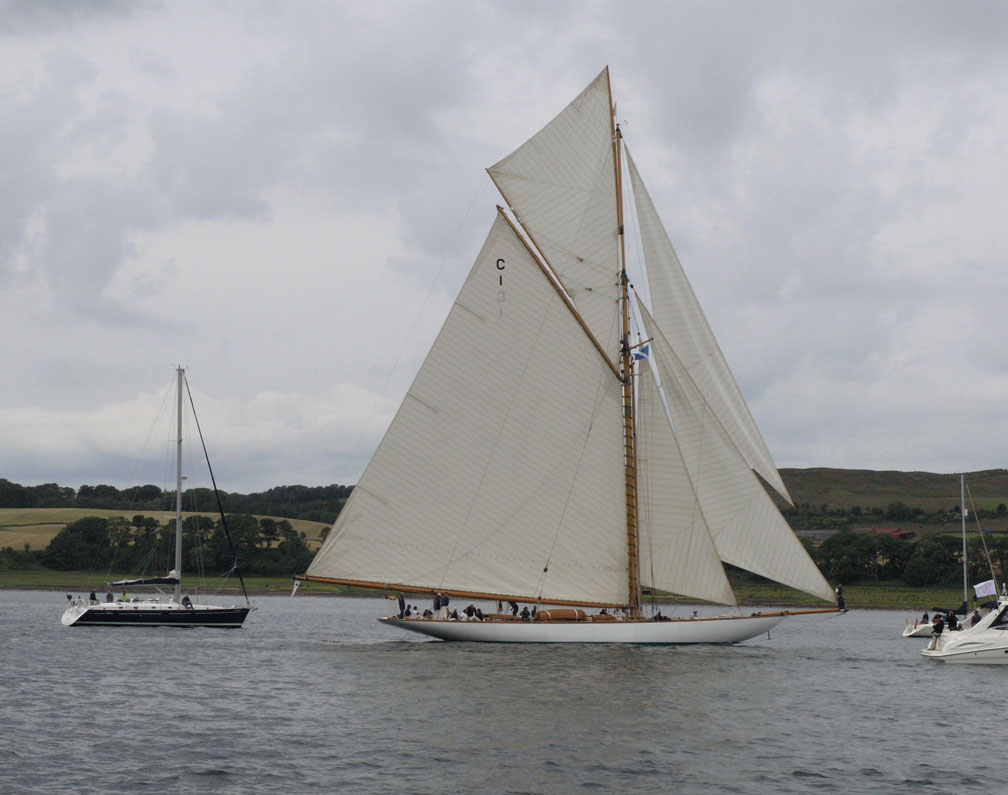
Marquitta